# Cineserra – Festival do Audiovisual da Serra Gaúcha 2014
A segunda edição do Cineserra foi realizada entre os dias 21 e 26 de outubro de 2014. Nessa edição, o festival passou a contemplar as produções audiovisuais em certames distintos, regional e estadual, além de premiar os melhores filmes de ficção, documentário e videoclipe, eleitos através do voto popular.
A partir de 2014, o festival passou a exibir as produções concorrentes também nos municípios de Garibaldi e Bento Gonçalves.
Dentre os 64 títulos inscritos, foram selecionadas 43 produções, incluindo filmes de curta e média-metragem, documentários e videoclipes. Destes, 19 concorreram no certame regional e 24 no estadual.
Durante a programação do evento, foram oferecidos workshops gratuitos. Um deles foi "Direção de Arte: Construindo o Visual do Filme", com a artista plástica e produtora Gilka Vargas, e o outro foi "Cinema como Ferramenta de Ensino", com o crítico de cinema e editor-chefe do site Papo de Cinema, Robledo Milani.
A cerimônia de premiação ocorreu no dia 26 de outubro do mesmo ano, no Teatro do Sesc em Caxias do Sul, onde foram entregues 38 prêmios, sendo 18 troféus no certame regional, 17 no certame estadual e 3 para os eleitos através do voto popular.
Os destaques da edição foram a ficção Crianças, de Ruy Fritsch, que recebeu cinco troféus, e o documentário Heranças, de Maicon Dewes, vencedor em quatro categorias.
Esta edição do festival foi realizada com financiamento da Lei de Incentivo à Cultura da Prefeitura de Caxias do Sul e apoio cultural integral da Racon Consórcios.

## Vencedores no Certame Regional

### Ficção
- Melhor Filme: Crianças, de Ruy Fritsch
- Melhor Direção: Luis Rech, Nicolas Tessari e Rodrigo Machado, por Perspective
- Melhor Roteiro: Mateus Frazão, por Ia Dizer que Voltei
- Melhor Fotografia: Ruy Fritsch, por Crianças
- Melhor Direção de Arte: Ruy Fritsch e Shaiane Dartora, por Crianças
- Melhor Edição: Nicolas Tessari e Rodrigo Machado, por Perspective
- Melhor Trilha Sonora Original: Eloy Fritsch, por Crianças
- Melhor Ator: Girley Paes, por Crianças
- Melhor Atriz: Maria do Horto Coelho, por Ia Dizer que Voltei
- Menção Honrosa: Parasitas do Lodo, de Fernando Menegat

### Documentário
- Melhor Filme: Heranças, de Maicon Dewes
- Melhor Direção: Maicon Dewes, por Heranças
- Melhor Roteiro: Elisângela Silva, por Heranças
- Melhor Fotografia: Maicon Dewes, por Heranças
- Menção Honrosa: Appomba, produção colaborativa

### Videoclipe
- 1° lugar: I Hang My Head (Spangled Shore), de Danni Rossi
- 2° lugar: Up in the Sky (Mindgarden), de Daniel De Bem
- 3° lugar: Cosmopolita (Projeto Ccoma), de Robinson Cabral

## Vencedores no Certame Estadual

### Ficção
- Melhor Filme: Linda: Uma História Horrível, de Bruno Gularte Barreto
- Melhor Direção: Emiliano Cunha, por Tomou Café e Esperou
- Melhor Roteiro: Bruno Gularte Barreto, por Linda: Uma História Horrível
- Melhor Fotografia: Pablo Chasseraux, por Kassandra
- Melhor Direção de Arte: Ana Gusson, por Kassandra
- Melhor Edição: Abel Roland e Emiliano Cunha, por Lobos
- Melhor Trilha Sonora Original: Chico Pereira, por Kassandra
- Melhor Ator: Milton Mattos, por Tomou Café e Esperou
- Melhor Atriz: Sandra Dani, por Linda: Uma História Horrível

### Documentário
- Melhor Filme: Cine Brasília, de Boca Migotto
- Melhor Direção: Marcelo Andrighetti, por Boca de Rua – Vozes de uma Gente Invisível
- Melhor Roteiro: Boca Migotto, por Cine Brasília
- Melhor Fotografia: Greg Kuhn, por Boca de Rua – Vozes de uma Gente Invisível
- Melhor Edição: Alfredo Barros e Samuel Bovo, por Boca de Rua – Vozes de uma Gente Invisível

### Videoclipe
- 1° lugar: Contando Estrelas (Tequila Baby), de Deivis Horbach
- 2° lugar: Dia Feliz (General Bonimores), de Carlos Teston
- 3° lugar: Tit For Tat (Luciano Leães), de Renata Heinz

## Vencedores pelo Voto Popular
- Melhor Filme de Ficção: Perspective, de Luis Rech, Nicolas Tessari e Rodrigo Machado
- Melhor Filme Documentário:15ª Jornada Nacional de Literatura, de Carlos Teston
- Melhor Videoclipe Musical: Tit For Tat (Luciano Leães), de Renata Heinz

## Outras edições do Cineserra
- Cineserra 2013
- Cineserra 2015
- Cineserra 2016
- Cineserra 2017
- Cineserra 2019
- Cineserra 2020
- Cineserra 2021